# You’re Telling Me!
You’re Telling Me! ist eine US-amerikanische Filmkomödie unter Regie von Erle C. Kenton. In der Hauptrolle spielt W. C. Fields, der ebenfalls am Drehbuch mitarbeitete. Es ist eine Neuverfilmung der Stummfilmkomödie So’s Your Old Man (1926), ebenfalls mit Fields in der Hauptrolle. Beide Filme basieren auf der Erzählung Mr. Bisbee’s Princess von Julian Leonard Street. In Österreich kam der Film im Jahr 1935 unter dem Titel Sie hat ein Herz für mich! in den Verleih.

## Handlung
Sam Bisbee ist Augenoptiker und Hobby-Erfinder, der mit Ehefrau und Tochter in einer amerikanischen Kleinstadt lebt. Aufgrund seines exzentrischen Verhaltens und seiner großen Vorliebe für Alkohol hat er im Dorf einen schlechten Ruf, sogar seine Frau Bessie schämt sich für ihn. Einzig die Tochter Pauline ist auf der Seite ihres Vaters. Pauline und Bob Murchison, der aus der angesehensten Familie der Stadt kommt, sind ineinander verliebt und möchten heiraten. Die Beziehung stößt allerdings nicht auf die Zustimmung von Bobs Mutter, der hochnäsigen Mrs. Quimby Murchison, die eine ausgeprägte Abneigung gegen Sam Bisbee besitzt.
Sam erhält einen Brief von der National Tire Company, die Interesse an einer Erfindung von ihm bekundet: dem schusssicheren Reifen. Er fährt mit seinem Auto, das passenderweise mit vier seiner schusssicheren Reifen ausgestattet ist, zur Tire Company in die Großstadt. Sam bietet den Firmenbossen an, seine Reifenerfindung vorzuführen. Inzwischen wurde aber Sams Auto aus dem Halteverbot abgeschleppt und ein ähnlich aussehendes Polizeiauto an derselben Stelle platziert. Sam, der von allem nichts bemerkt hat, schießt auf die Reifen des Polizeiautos, die sich natürlich nicht als schusssicher erweisen. Zu allem Überfluss jagt nun auch noch die Polizei hinter ihm her. 
Seines Autos beraubt, muss Sam mit dem Zug die Heimreise antreten. Er überlegt kurzzeitig, sich mithilfe einer Flasche Iod das Leben nehmen. Als er später vor einer fremden Frau im Zug eine Flasche Iod stehen sieht, denkt er fälschlicherweise, dass diese sich umbringen will. Sam möchte die Frau davon abbringen und erzählt ihr von seinen eigenen Sorgen. Zwischen Sam und der Frau, die sich unter dem Namen Marie vorstellt, entwickelt sich ein langes Gespräch, durch das Sam sogar seinen Bahnhof verpasst. Die alte Jungfer Mrs. Price hat das Gespräch von Sam und Marie neugierig beobachtet und tratscht darüber in Bisbees Heimatstadt. In Windeseile streuen sich wilde Gerüchte um eine Affäre Sams im Ort, die seinen Ruf noch weiter ruinieren.
Was Sam nicht ahnt: Bei der Zugpassagierin Marie handelt es sich um die Prinzessin Lescaboura, die sich auf Besuch in Amerika befindet. Bewegt beschließt die Prinzessin, ihm zu helfen, und stattet Sams Heimatstadt am folgenden Tage einen Überraschungsbesuch ab. Der Bürgermeister, Mrs. Quimby Murchison und das halbe Dorf begrüßen sie am Bahnhof. Prinzessin Lescaboura erzählt, dass sie nur wegen ihres alten Freundes Sam Bisbee hergekommen sei, der ihr einst das Leben gerettet habe. Das führt dazu, dass Sam im Dorf plötzlich gut angesehen ist und auch Mrs. Murchison nichts mehr gegen eine Heirat zwischen Pauline und Bob einzuwenden hat. Sogar Bessie behandelt ihren Ehemann Sam plötzlich viel freundlicher. Am Abend findet eine Feier im Haus der Bisbees mit der Prinzessin statt, und am folgenden Tag darf Sam den neuen Golfplatz im Country Club eröffnen. Da er aber noch nie Golf gespielt hat und einen nichtsnutzigen Caddie zur Seite hat, gelingt ihm das aber nur mit Mühe.
Da trifft der Boss der National Tire Company am Golfplatz ein. Die Firma hatte inzwischen Sams echtes Auto gefunden und die Schussicherheit der Reifen positiv getestet. Der Firmenboss bietet Sam zunächst nur 20.000 US-Dollar, doch Prinzessin Lescaboura bietet dagegen. Am Ende erhält Sam für seine Reifen eine Million Dollar plus Royaltys. Seine Tochter Pauline kann nun endlich Bob heiraten. Sam dankt der Prinzessin, die er immer noch für eine Hochstaplerin hält, und gratuliert ihr, dass sie jeden hereingelegt habe – die antwortet mit den Titelworten des Filmes: „You’re telling me!“ (etwa Darauf kannst Du Gift nehmen). Am Ende verreist Sams Familie, nur er bleibt daheim und vergnügt sich mit seinen besten Freunden und Unmengen Alkohol.

## Hintergründe
You're Telling Me! war lange ein verschollener Film und wurde erst in den 1970er-Jahren wiederentdeckt.

## Rezeption
Mordaunt Hall schrieb in der New York Times vom 7. April 1934: „In diesem wilden Scherz gelingt es Mr. Fields auf bewundernswerte Weise, die meisten der Szenen sehr witzig zu gestalten.“
Der All Movie Guide äußerte, es sei einer von Fields’ besten Spielfilmen und ein „komödiantisches Prachtstück“. Der „Meister des Zynismus“ spiele in diesem Film eine seiner liebenswertesten Rollen: Er würde zwar noch immer keine Gelegenheit auslassen seine Mitmenschen zu beleidigen, dennoch hätte er in diesem Film eine gewisse Verletzlichkeit und Zärtlichkeit an sich. Fields alleine sei schon Grund genug den Film zu sehen, doch würden Nebendarsteller wie Adrienne Ames, Kathleen Howard und Louise Carter ebenfalls überzeugen. Nur Buster Crabbe und Joan Marsh seien als junges Liebespaar recht oberflächlich geblieben.